# Instituto Ecoengenho
O Instituto Ecoengenho é uma organização não-governamental (ONG) brasileira, fundada em Julho de 2001, com sede em Maceió, no Estado de Alagoas, Brasil. Fundada pelo engenheiro José Roberto da Fonseca, atual diretor-presidente, a ONG reúne profissionais como engenheiros, arquitetos, biólogos e economistas que possuem o mesmo intuito: utilizar a tecnologia para promover a inclusão social e o desenvolvimento sustentável.
Na região do Nordeste, o Instituto Ecoengenho, baseado em fontes renováveis, desenvolve projetos de energia solar fotovoltaica, solar térmica, em biomassa e energia eólica ambientalmente e economicamente sustentáveis. O Instituto participa de todas as etapas dos projetos desenvolvidos, desde o estudo, até a implementação dos mesmos.

## Alguns projetos realizados

### Eletrificação de escolas rurais com Energia Fotovoltaica
O Instituto Ecoengenho apoiou na instalação de energia fotovoltaica em 336 escolas rurais do Programa de Desenvolvimento Energético de Estados e Municípios (PRODEEM/MME). Estas escolas estão, em sua maioria, instaladas na região semi-árida do Estado de Alagoas, e fazem parte da rede pública estadual e municipal.

### Projeto Ilha do Ferro - Agregando valor à agricultura orgânica (biodigestor, secador solar)
o Ecoengenho desenvolve sistemas e equipamentos com energias renováveis para beneficiamento na produção de produtos orgânicos, para apoiar uma comunidade tradicionalmente produtora dos mesmos. Foi construído um biodigestor, para aproveitar rejeitos da agropecuária, que produz biogás e biofertilizante para uma padaria comunitária local, além de desenvolverem e instalarem um secador solar para beneficiamento de banana.

### Projeto H2Sol
O Instituto ajudou a região de São José da Tapera, interior de Alagoas, utilizando o Projeto H2Sol, que faz com que a luz do Sol entre em contato e gere energia, trazendo a água debaixo da terra. O projeto também criou um sistema para trazer água da nascente de um morro próximo da região, além de fornecerem aos moradores a ideia de plantação de pimentas, considerando que os moradores que ali habitam, viviam com menos de meio salário mínimo. Alguns anos depois, os moradores relataram que graças a plantação de pimentas, estavam ganhando acima do salário mínimo e que possuíam condições de comprar o necessário, já que as pimentas estavam sendo vendidas em supermercados.

### Projeto Aroeira
Desenvolvido pelo Instituto Ecoengenho, o Projeto Aroeira reuniu os extrativistas da região para produção da pimenta rosa entre Alagoas e Sergipe, na região do Baixo São Francisco. Baseado em um modelo sustentável, O Ecoengenho ofereceu cursos de capacitação, formando a Associação Aroeira, visando transformar a vida dos extrativistas, por meio da comercialização de produtos, gerando a renda.

### Projeto inclusão digital em escolas remotas da zona rural
Implementado pelo Ecoengenho, em parceria com outros institutos e com as prefeituras municipais, o projeto de inclusão digital em escolas da zona rural, visa diminuir a distância causada pelas diferentes realidades sociais, produzindo ações capazes de aumentar o número de brasileiros no mapa da cidadania.